# Sagrario Sánchez Cortés
Mª Sagrario Sánchez Cortés (Xest, 25 de gener de 1964) és una política valenciana, diputada a les Corts Valencianes en la VII legislatura.

## Biografia
Ha estat presidenta comarcal del Partit Popular a la Foia de Bunyol-Xiva, secretària executiva regional per aquest partit, i alcaldessa de Xest de 1995 a 2003.
Fou escollida diputada per la província de València a les eleccions a les Corts Valencianes de 2007, data fins a la qual fou representant de la Diputació de València al Consell Social de la Universitat de València. No aconseguí revalidar l'acta a les Corts a les eleccions de 2011 però arran de la renúncia de Paula Sánchez de León el desembre de 2011 per a ocupar a Delegació del Govern, Sagrario Sánchez passà a substituir-la al parlament valencià ja el febrer de 2012.